# Монтелукаст

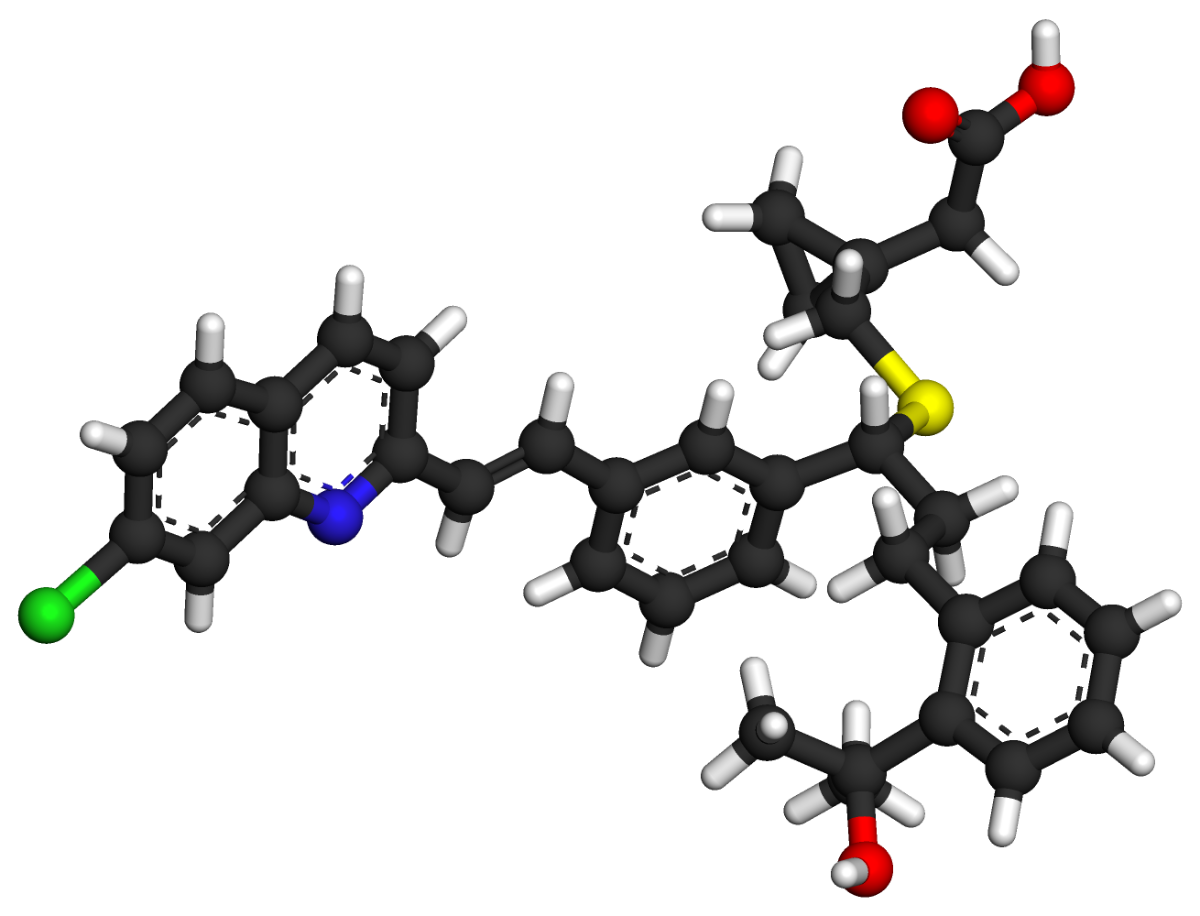
Хімічна формула Монтелукаста

Монтелукаст (монтелукаст натрію, лат. montelukast sodium; МНН: Montelukast) — антилейкотрієновий препарат. Достатньо новий протиастматичний засіб. Відноситься до селективних та перорально активних блокаторів лейкотрієнових рецепторів. ATC-код R03D C03.

## Фармакологічна дія
Антагоніст лейкотрієнових рецепторів. Монтелукаст селективно інгібує CysLT1-рецептори цистеїнилових лейкотрієнів (LTC4, LTD4, LTE4) епітелію дихальних шляхів, а також запобігає бронхоспазму у хворих на бронхіальну астму, який зумовлений вдиханням цистеїнилового лейкотрієну LTD4. Дози 5 мг достатньо для купірування бронхоспазму, індукованого LTD4. Застосування монтелукаста в дозах, що перевищують 10 мг 1 раз/добу, не підвищує ефективність препарату.
Монтелукаст спричиняє бронходилатацію протягом 2 годин після прийому всередину і може доповнювати бронходілатацію, викликану β2-адреноміметиками.

## Застосування
Профілактика і тривале лікування бронхіальної астми у дорослих та дітей віком 6 років і старше, включаючи:
- запобігання денних і нічних симптомів захворювання;
- лікування бронхіальної астми[en] у пацієнтів з підвищеною чутливістю до ацетилсаліцилової кислоти (аспірину);
- запобігання бронхоспазму, викликаного фізичним навантаженням.
- зменшення денних і нічних симптомів сезонних алергічних ринітів (у дорослих і дітей віком 6 років і старше) та постійних алергічних ринітів (у дорослих і дітей віком від 6 років).

### З обережністю
При вагітності і в період лактації. Обережності слід дотримуватися у хворих з порушеннями функції печінки. У зв'язку з індукцією мікросомальних ферментів печінки цитохром P450 слід враховувати зменшення активності ряду лікарських засобів: теофіліну, кумаринових антикоагулянтів, терфенадину та ін.

## Протипоказання
- Підвищена чутливість до монтелукасту або до інших компонентів препарату (зокрема лактози).
- Дитячий вік до 15 років [3]

## Побічні ефекти
Можливі головний біль, запаморочення, диспепсичні явища, набряк слизової оболонки носа.

## Лікарські форми

формула Монтелукаста

| Лікарська форма   | Кількість діючої речовини | Режим дозування                                                                 |
| ----------------- | ------------------------- | ------------------------------------------------------------------------------- |
| таблетки          | 0,01 г                    | Дорослим і підліткам (від 15 років) всередину по 0,01 г 1 раз на добу (ввечері) |
| таблетки жувальні | 0,005 г                   | Дітям у віці 6-15 років по 0,005 г 1 раз на добу (ввечері)                      |
| таблетки жувальні | 0,004 г                   | Дітям віком 2-5 років по 0,004 г 1 раз на добу (ввечері)                        |

## Синоніми
Мілукант, Сингуляр, Монтел, Алмонт, Нотта-Сановель, Синглон, Монтелар, Монкаста, Монлер, Монакс, Монтана, Класт, Монтелукаст-Тева